# Isopeda catmona
Isopeda catmona là một loài nhện trong họ Sparassidae.
Loài này thuộc chi Isopeda. Isopeda catmona được Alberto Barrion & James A. Litsinger miêu tả năm 1995.